# Relicario del Palacio Real de Madrid

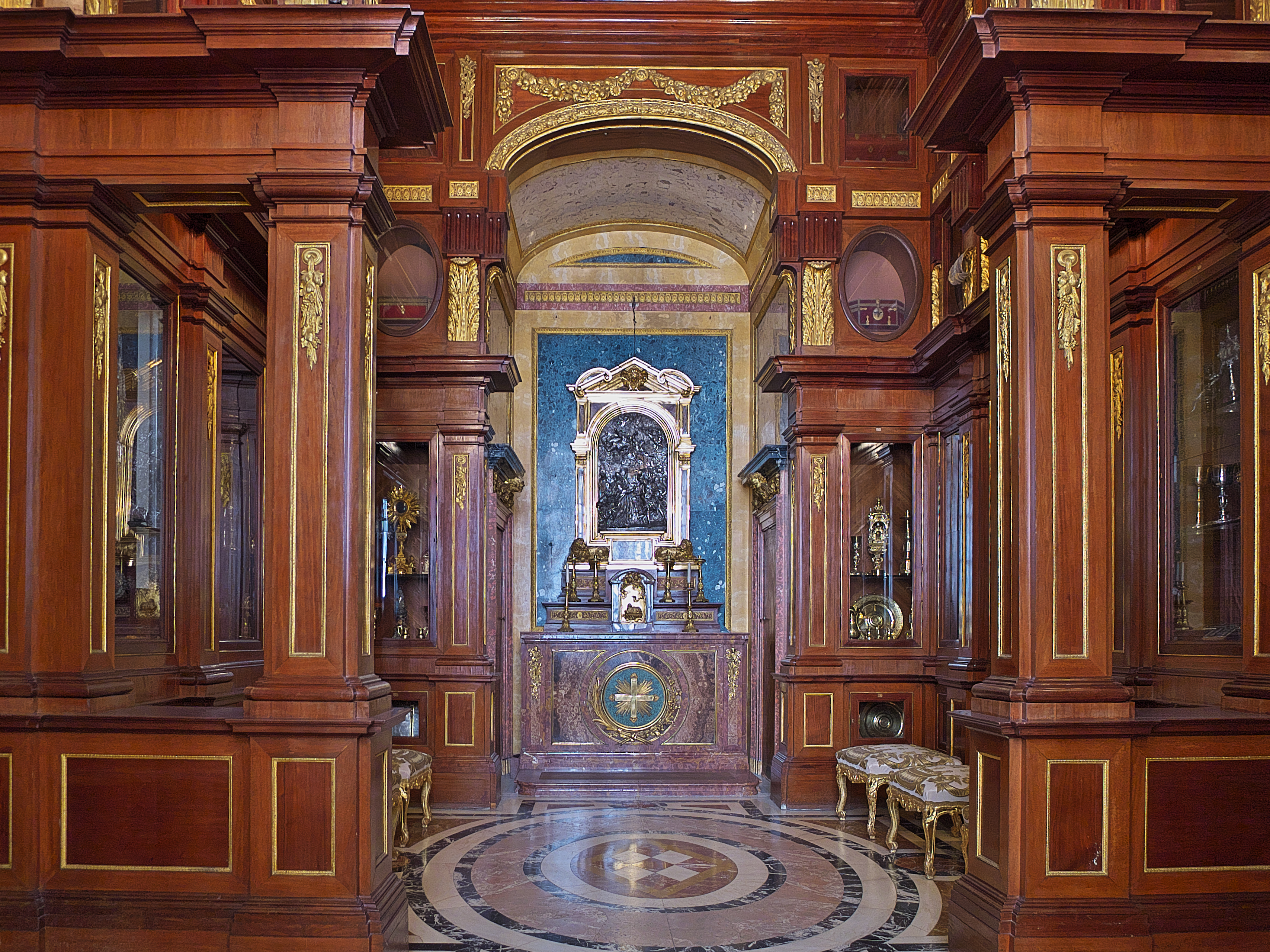
La sala principal del relicario

El relicario del Palacio Real de Madrid, es un lugar de culto notable por su importancia litúrgica y artística.

## Historia
Ya el Real Alcázar de Madrid, que existió hasta 1734 en el lugar del actual Palacio Real, tenía en el piso bajo de su crujía central, bajo su capilla, una sacristía-relicario que albergaba importantes reliquias como el conocido como Relicario de la Flor de Lis.
Tras la finalización del Palacio Real de Madrid en un primer momento se habilitó como relicario la sala que Ponz llama oratorio de la sacristía de sacristanes, en el entresuelo del primer piso de la capilla, parte del conocido como Cuarto del Obispo. La bóveda de este espacio estaba decorada con un fresco de Maella representando la adoración del Cordero Místico.
En la década de 1790, se encargó a Francisco Sabatini la decoración y disposición de dos salas sucesivas entre la capilla y la galería principal de palacio para servir de relicario.Esta disposición permitía que el público pudiera ver y adorar el relicario a través de una ventana con reja desde la galería principal, como ocurría con el relicario del Alcázar de Madrid.

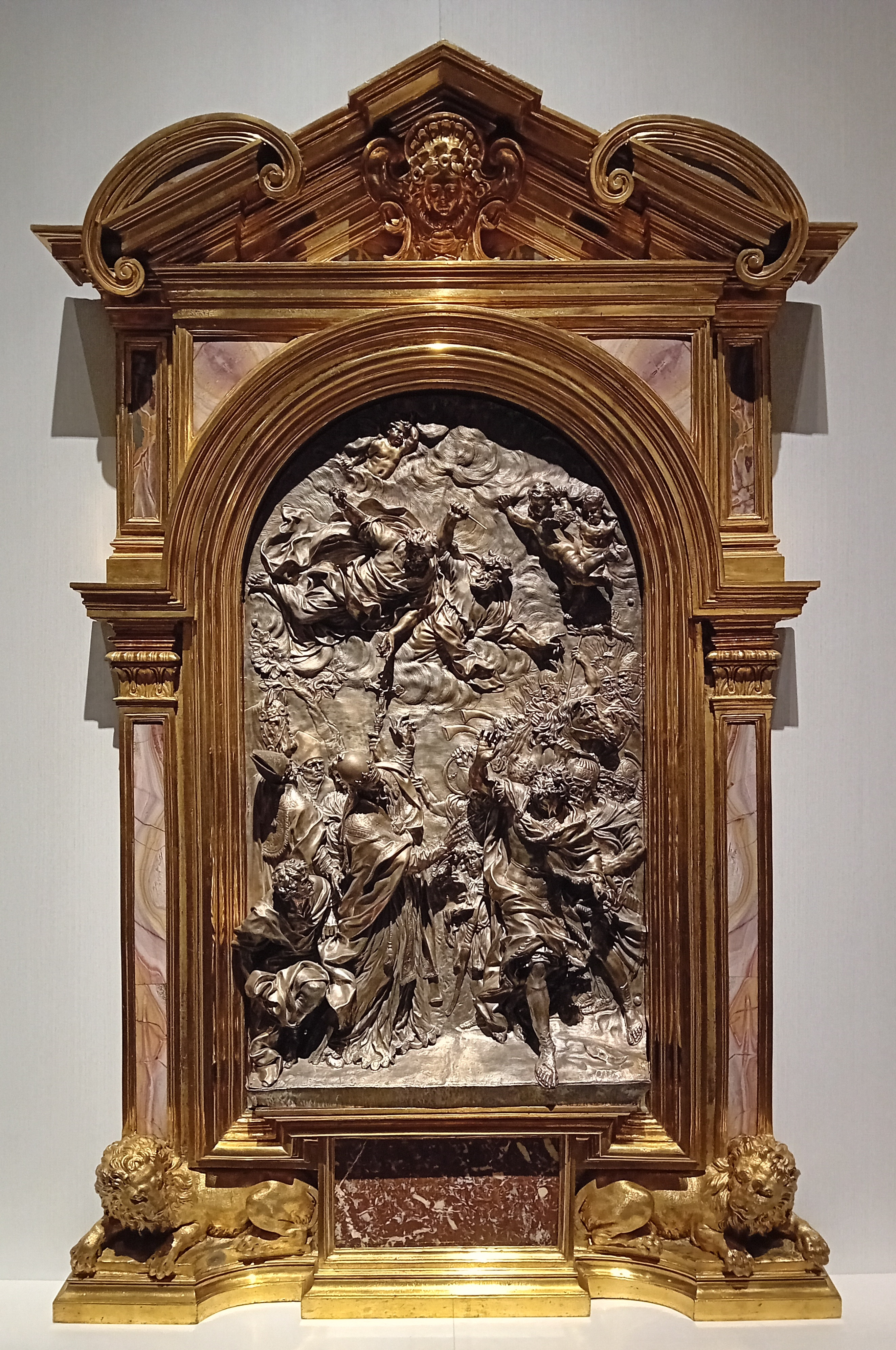
El relieve de Ercole Ferrata que presidía el relicario, hoy en la Galería de las Colecciones Reales.

En 1816 fue depositado en el relicario el Crucifijo del Cangrejo, que había pertenecido a San Francisco Javier, regalado por el provincial de la Compañía de Jesús en el momento de su restauración.
Durante el reinado de Isabel II, concretamente el 27 de mayo de 1856, se descubrió que se había cometido un importante robo en el relicario. Finalmente las reliquias robadas fueron recuperadas unos días después.
Durante la guerra civil española, parte de sus reliquias y vasos sagrados desaparecieron en el marco de otras operaciones de salvaguarda de obras de arte propiedad del Patrimonio de la República.

## Descripción

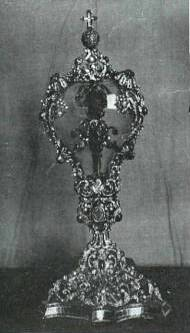
Relicario que albergaba un clavo utilizado en la Crucifixión, y del que se tenían noticias desde 1607 como parte del Relicario de la Flor de Lis.

Las salas del relicario se sitúan inmediatamente al lado de la capilla real del Palacio Real de Madrid, en el piso principal de este.  
La primera estancia se trata de una estancia rectangular, decorada de armarios de maderas finas y bronces dorados. En esta sala destinada a oratorio se dispone un altar, presidido por un altorrelieve por Ercole Ferrata copia en menor tamaño de la obra de su maestro, Alessandro Algardi,  Encuentro de Atila con el Papa San León Magno. Esta obra se encuentra enmarcada por un riquísimo retablo de gusto barroco en mármoles y bronce dorado.
En el resto de muros de la sala se disponen vitrinas donde se exponen las reliquias sagradas que alberga el relicario. La segunda, de forma cuadrangular y menores dimensiones estaba tapizada en 1924 con damasco rojo y contaba con armarios para guardar las reliquias, algunos cuadros de Lucas Jordán y una Virgen de Murillo. 
En su estado actual, el relicario se mantiene conforme a la disposición dada en tiempo de Fernando VII.
El cuidado del relicario estaba encargado al eclesiástico que ejerciera el cargo de receptor en la capilla real de la corte española.